# Kapklipphoppare
Kapklipphoppare (Chaetops frenatus) är en fågel i den lilla afrikanska familjen klipphoppare inom ordningen tättingar.

## Utseende och läten
Klipphoppare är rätt stora trastliknande, marklevande fåglar med lång svart stjärt och starka ben. Adulta hanen har mörkgrått huvud med ett tunt vitt ögonbrynsstreck och en bred vit mustasch, medan undersidan och övergumpen är rödaktiga. Hona och ungfågel har blekare grått på huvud, ovansida och vingar, mindre markant tecknat huvud, en orange övergump och brungul undersida.
Jämfört med nära besläktade drakensbergklipphopparen är kapklipphopparen något större (24-25 cm), med mörkt rostrött på undersida och övergump, ej orangerött. Hona och ungfågel är mörkare brungul undertill och har kraftigare markerad ansiktsteckning. Lätet består av en serie högfrekventa visslingar.

## Utbredning och systematik
Kapklipphopparen förekommer i Sydafrika i Västra och Östra Kapprovinsen. Den behandlas vanligen som monotypisk, det vill säga att den inte delas in i några underarter, men vissa behandlar drakensbergklipphoppare (Chaetops aurantius) som en underart till kapklipphoppare.

### Familjetillhörighet
Klipphopparna behandlades tidigare som udda trastar (i familjen Turdidae), men DNA-studier har avslöjat att de är systergrupp med de likaledes afrikanska kråktrastarna (Picathartidae). Dessa bildar en grupp tillsammans med den sydostasiatiska ralltrasten (Eupetidae).

## Levnadssätt
Klipphoppare påträffas som namnet antyder i klippiga sluttningar, där den är väl synlig när den sitter ovanpå klippblock men kan lätt undgå upptäckt när den födosöker bland växtlighet på marken. Födan består av ryggradslösa djur, ibland även små ödlor och amfibier. De uppträder i familjegrupper och häckar kooperativt i ett bo på marken intill en sten eller klippa. Fågeln häckar mellan juli och januari, men huvudsakligen september–oktober. Arten är stannfågel, men kan möjligen röra sig höjdledes säsongsmässigt.

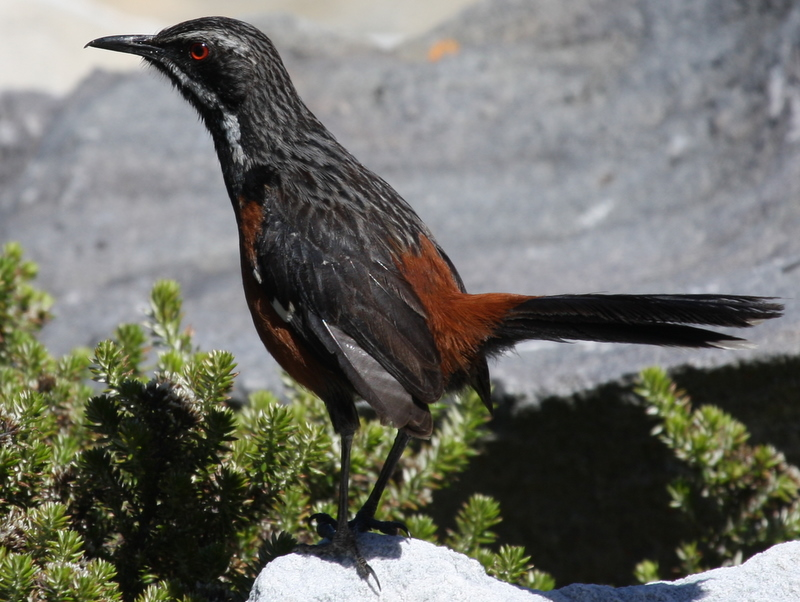

## Status och hot
Kapklipphopparen är en rätt fåtalig art med ett begränsat utbredningsområde. Antalet observationer av arten har minskat, dock inte tillräckligt kraftigt för att den ska betraktas som hotad. Internationella naturvårdsunionen IUCN kategoriserar därför arten som nära hotad. Världspopulationen uppskattades 2015 till mellan 32.551 och 59.289 individer.